# Josef Skala (fotbalista)
Josef Skala (4. února 1922 – 16. listopadu 1976) byl český fotbalový útočník. Je rekordmanem klubu SK Pardubice v počtu vstřelených branek v nejvyšší soutěži.

## Fotbalová kariéra
S fotbalem začínal v Rosicích nad Labem, v osmnácti letech se přesunul do ligového SK Pardubice, kde začal nastupovat v prvním týmu v roce 1940. Ve válečných letech odehrál několik skvělých sezón, postupně ale jeho produktivita upadala, přesto je se 33 vstřelenými góly nejproduktivnějším hráčem tohoto klubu v ligových zápasech. Poté nastupoval v Čechii Karlín a také za SK Rolný Prostějov. Na sklonku kariéry se vrátil do Pardubic, hrál za Jiskru Semtín, ale nastupoval i v SK Rosice nad Labem, kde s fotbalem začínal. Po skončení kariéry se dal na trenérskou dráhu, vedl dorost VCHZ Pardubice a mladé hráče vychovával i v Rosicích nad Labem.

## Ligová bilance
| Ročník               | Zápasy | Góly | Klub         |
| -------------------- | ------ | ---- | ------------ |
| Národní liga 1939/40 | 2      | 0    | SK Pardubice |
| Národní liga 1940/41 | 17     | 9    | SK Pardubice |
| Národní liga 1941/42 | 21     | 8    | SK Pardubice |
| Národní liga 1942/43 | 17     | 10   | SK Pardubice |
| Národní liga 1943/44 | 6      | 5    | SK Pardubice |
| Státní liga 1945/46  | 4      | 1    | SK Pardubice |
| CELKEM               | 67     | 33   |              |